# EuroEyes Cyclassics de 2017
A EuroEyes Cyclassics de 2017 é a 22.ª edição desta corrida de ciclismo de estrada masculina. Teve lugar a 20 de agosto em Hamburgo, na Alemanha. Foi a 31.ª carreira da UCI WorldTour de 2017.

## Apresentação
A EuroEyes Cyclassics conhece em 2017 a sua 22.ª edição, a segunda sob este nome. Desde 2016, está organizada por Ironman Germany GmbH, filial europeia da World Triatlon Corporation, que pertence ao grupo chinês Wanda Group.
Desde este mesmo ano, a carreira leva o nome do seu patrocinador principal, EuroEyes [de], empresa baseada em Hamburgo e especializada na cirurgia laser dos olhos. Esta se comprometeu para quatro anos e sucede ao patrocinador-título Vattenfall, que se retirou em 2015.

### Equipas
| Equipes WorldTeam (18)- AG2R La Mondiale - Astana - Bahrain-Merida - BMC Racing Team - Bora-Hansgrohe - Cannondale-Drapac - Dimension Data - FDJ - Katusha-Alpecin - Lotto-Soudal - Lotto NL-Jumbo - Movistar Team - Orica-Scott - Quick-Step Floors - Sky - Team Sunweb - Trek-Segafredo - UAE Team Emirates Equipes profissionais Continentais (3)- CCC Sprandi Polkowice - Cofidis, Solutions Crédits - Gazprom-RusVelo |
| |

## Classificação geral
| \| Classificação geral \| Classificação geral \| Classificação geral \| Classificação geral \| Classificação geral \| \| Ciclista \| Ciclista \| Equipe \| Tempo \| \| \| ------------------- \| --------------------------- \| -------------------------- \| ------------------- \| ------------------- \| \| 1. \| Elia Viviani \| Team Sky \| 5h15m51s \| \| \| 2. \| Arnaud Démare \| FDJ \| + 0s \| \| \| 3. \| Dylan Groenewegen \| LottoNL-Jumbo \| + 0s \| \| \| 4. \| Alexander Kristoff \| Katusha-Alpecin \| + 0s \| \| \| 5. \| André Greipel \| Lotto-Soudal \| + 0s \| \| \| 6. \| Maximiliano Richeze \| Quick-Step Floors \| + 0s \| \| \| 7. \| Jasper Stuyven \| Trek-Segafredo \| + 0s \| \| \| 8. \| Marko Kump \| UAE Team Emirates \| + 0s \| \| \| 9. \| Nacer Bouhanni \| Cofidis, Solutions Crédits \| + 0s \| \| \| 10. \| Rudy Barbier \| AG2R La Mondiale \| + 0s \| \| \| 11. \| Sam Bennett \| Bora-Hansgrohe \| + 0s \| \| \| 12. \| Jean-Pierre Drucker \| BMC Racing Team \| + 0s \| \| \| 13. \| Rick Zabel \| Katusha-Alpecin \| + 0s \| \| \| 14. \| Niccolò Bonifazio \| Bahrain-Merida \| + 0s \| \| \| 15. \| Heinrich Haussler \| Bahrain-Merida \| + 0s \| \| \| 16. \| Roberto Ferrari \| UAE Team Emirates \| + 0s \| \| \| 17. \| Simone Consonni \| UAE Team Emirates \| + 0s \| \| \| 18. \| Ruslan Tleubayev \| Astana \| + 0s \| \| \| 19. \| Reinardt Janse van Rensburg \| Dimension Data \| + 0s \| \| \| 20. \| Quentin Jauregui \| AG2R La Mondiale \| + 0s \| \| |                             |                            |          |
| |                             |                            |          |
| Fonte: ProCyclingStats |                             |                            |          |
| Classificação geral |                             |                            |          |
| Ciclista | Ciclista                    | Equipe                     | Tempo    |
| 1. | Elia Viviani                | Team Sky                   | 5h15m51s |
| 2. | Arnaud Démare               | FDJ                        | + 0s     |
| 3. | Dylan Groenewegen           | LottoNL-Jumbo              | + 0s     |
| 4. | Alexander Kristoff          | Katusha-Alpecin            | + 0s     |
| 5. | André Greipel               | Lotto-Soudal               | + 0s     |
| 6. | Maximiliano Richeze         | Quick-Step Floors          | + 0s     |
| 7. | Jasper Stuyven              | Trek-Segafredo             | + 0s     |
| 8. | Marko Kump                  | UAE Team Emirates          | + 0s     |
| 9. | Nacer Bouhanni              | Cofidis, Solutions Crédits | + 0s     |
| 10. | Rudy Barbier                | AG2R La Mondiale           | + 0s     |
| 11. | Sam Bennett                 | Bora-Hansgrohe             | + 0s     |
| 12. | Jean-Pierre Drucker         | BMC Racing Team            | + 0s     |
| 13. | Rick Zabel                  | Katusha-Alpecin            | + 0s     |
| 14. | Niccolò Bonifazio           | Bahrain-Merida             | + 0s     |
| 15. | Heinrich Haussler           | Bahrain-Merida             | + 0s     |
| 16. | Roberto Ferrari             | UAE Team Emirates          | + 0s     |
| 17. | Simone Consonni             | UAE Team Emirates          | + 0s     |
| 18. | Ruslan Tleubayev            | Astana                     | + 0s     |
| 19. | Reinardt Janse van Rensburg | Dimension Data             | + 0s     |
| 20. | Quentin Jauregui            | AG2R La Mondiale           | + 0s     |

## Lista dos participantes
- Lista de saída completa

| Legenda | Legenda                                                                          | Legenda | Legenda                                              |
| ------- | -------------------------------------------------------------------------------- | ------- | ---------------------------------------------------- |
| Num     | Jersey de saída levada pelo corredor esta EuroEyes Cyclassics                    | Pos     | Posição à chegada da corrida                         |
|         | Indica uma camisola de campeão nacional ou mundial, conforme a sua especialidade | NP      | Indica um corredor que não tomou a saída da corrida  |
| AB      | Indica um corredor que não terminou a corrida                                    | HD      | Indica um corredor terminou a etapa fora de controle |

| Orica-Scott             | Orica-Scott               | Orica-Scott |
| ----------------------- | ------------------------- | ----------- |
| Num                     | Corredor                  | Pos         |
| 1                       | Caleb Ewan (AUS)          | 34.º        |
| 2                       | Michael Hepburn (AUS)     | 77.º        |
| 3                       | Luka Mezgec (SLO)         | 138.º       |
| 4                       | Alexander Edmondson (AUS) | 68.º        |
| 5                       | Daryl Impey (RSA)         | 43.º        |
| 6                       | Roger Kluge (GER)         | 78.º        |
| 7                       | Simon Gerrans (AUS)       | 76.º        |
| 8                       | Mathew Hayman (AUS)       | 48.º        |
| Diretores desportivos : |                           |             |

| Katusha-Alpecin KAT     | Katusha-Alpecin KAT          | Katusha-Alpecin KAT |
| ----------------------- | ---------------------------- | ------------------- |
| Num                     | Corredor                     | Pos                 |
| 11                      | Alexander Kristoff (NOR)     | 4.º                 |
| 12                      | Jenthe Biermans (BEL)        | 81.º                |
| 13                      | Ángel Vicioso (ESP)          | AB                  |
| 14                      | Viatcheslav Kouznetsov (RUS) | 109.º               |
| 15                      | Marco Mathis (GER)           | AB                  |
| 16                      | Nils Politt (GER)            | 82.º                |
| 17                      | Jhonatan Restrepo (COL)      | AB                  |
| 18                      | Rick Zabel (GER)             | 13.º                |
| Diretores desportivos : |                              |                     |

| Bora-Hansgrohe BOH      | Bora-Hansgrohe BOH        | Bora-Hansgrohe BOH |
| ----------------------- | ------------------------- | ------------------ |
| Num                     | Corredor                  | Pos                |
| 21                      | Pascal Ackermann (GER)    | 88.º               |
| 22                      | Erik Baška (SVK)          | 104.º              |
| 23                      | Sam Bennett (IRL)         | 11.º               |
| 24                      | Marcus Burghardt (GER)    | 52.º               |
| 25                      | Gregor Mühlberger (AUT)   | 73.º               |
| 26                      | Juraj Sagan (SVK)         | 92.º               |
| 27                      | Rüdiger Selig (GER)       | 37.º               |
| 28                      | Aleksejs Saramotins (LAT) | 64.º               |
| Diretores desportivos : |                           |                    |

| Bahrain-Merida TBM      | Bahrain-Merida TBM      | Bahrain-Merida TBM |
| ----------------------- | ----------------------- | ------------------ |
| Num                     | Corredor                | Pos                |
| 31                      | Yukiya Arashiro (JPN)   | 36.º               |
| 32                      | Niccolò Bonifazio (ITA) | 14.º               |
| 33                      | Grega Bole (SLO)        | 35.º               |
| 34                      | Borut Božič (SLO)       | 120.º              |
| 35                      | Sonny Colbrelli (ITA)   | 85.º               |
| 36                      | Heinrich Haussler (AUS) | 15.º               |
| 37                      | David Per (SLO)         | 139.º              |
| 38                      | Luka Pibernik (SLO)     | 121.º              |
| Diretores desportivos : |                         |                    |

| Sunweb SUN              | Sunweb SUN            | Sunweb SUN |
| ----------------------- | --------------------- | ---------- |
| Num                     | Corredor              | Pos        |
| 41                      | Nikias Arndt (GER)    | 128.º      |
| 42                      | Phil Bauhaus (GER)    | 39.º       |
| 43                      | Roy Curvers (NED)     | 33.º       |
| 44                      | Ramon Sinkeldam (NED) | 74.º       |
| 45                      | Bert De Backer (BEL)  | 54.º       |
| 46                      | Albert Timmer (NED)   | 87.º       |
| 47                      | Zico Waeytens (BEL)   | 113.º      |
| 48                      | Max Walscheid (GER)   | 103.º      |
| Diretores desportivos : |                       |            |

| Cannondale-Drapac CDT   | Cannondale-Drapac CDT     | Cannondale-Drapac CDT |
| ----------------------- | ------------------------- | --------------------- |
| Num                     | Corredor                  | Pos                   |
| 51                      | Patrick Bevin (NZL)       | 57.º                  |
| 52                      | Hugh Carthy (GBR)         | 148.º                 |
| 53                      | Kristjan Koren (SLO)      | 153.º                 |
| 54                      | Sebastian Langeveld (NED) | 79.º                  |
| 55                      | Ryan Mullen (IRL)         | 110.º                 |
| 56                      | Tom-Jelte Slagter (NED)   | 101.º                 |
| 57                      | Sep Vanmarcke (BEL)       | 27.º                  |
| 58                      | Wouter Wippert (NED)      | 21.º                  |
| Diretores desportivos : |                           |                       |

| AG2R La Mondiale ALM    | AG2R La Mondiale ALM     | AG2R La Mondiale ALM |
| ----------------------- | ------------------------ | -------------------- |
| Num                     | Corredor                 | Pos                  |
| 61                      | Gediminas Bagdonas (LTU) | 22.º                 |
| 62                      | Rudy Barbero (FRA)       | 10.º                 |
| 63                      | Julien Bérard (FRA)      | 144.º                |
| 64                      | Nans Peters (FRA)        | 38.º                 |
| 65                      | François Bidard (FRA)    | 60.º                 |
| 66                      | Stijn Vandenbergh (BEL)  | 131.º                |
| 67                      | Sondre Holst Enger (NOR) | AB                   |
| 68                      | Quentin Jauregui (FRA)   | 20.º                 |
| Diretores desportivos : |                          |                      |

| Lotto-Soudal LTS        | Lotto-Soudal LTS         | Lotto-Soudal LTS |
| ----------------------- | ------------------------ | ---------------- |
| Num                     | Corredor                 | Pos              |
| 71                      | Lars Bak (DEN)           | 40.º             |
| 72                      | Jasper De Buyst (BEL)    | 125.º            |
| 73                      | André Greipel (GER)      | 5.º              |
| 74                      | Moreno Hofland (NED)     | 49.º             |
| 75                      | Nikolas Maes (BEL)       | 28.º             |
| 76                      | Marcel Sieberg (GER)     | 71.º             |
| 77                      | Jelle Vanendert (BEL)    | 124.º            |
| 78                      | Tosh Van der Sande (BEL) | 136.º            |
| Diretores desportivos : |                          |                  |

| Movistar MOV            | Movistar MOV             | Movistar MOV |
| ----------------------- | ------------------------ | ------------ |
| Num                     | Corredor                 | Pos          |
| 81                      | Héctor Carretero (ESP)   | 107.º        |
| 82                      | Carlos Barbero (ESP)     | 65.º         |
| 83                      | Nuno Bico (POR)          | 143.º        |
| 84                      | Víctor de la Parte (ESP) | 99.º         |
| 85                      | Jesús Herrada (ESP)      | 97.º         |
| 86                      | José Herrada (ESP)       | 94.º         |
| 87                      | Dayer Quintana (COL)     | 98.º         |
| 88                      | Jasha Sütterlin (GER)    | 24.º         |
| Diretores desportivos : |                          |              |

| BMC Racing BMC          | BMC Racing BMC          | BMC Racing BMC |
| ----------------------- | ----------------------- | -------------- |
| Num                     | Corredor                | Pos            |
| 91                      | Silvan Dillier (SUI)    | 75.º           |
| 92                      | Jempy Drucker (LUX)     | 12.º           |
| 93                      | Floris Gerts (NED)      | 130.º          |
| 94                      | Amaël Moinard (FRA)     | 41.º           |
| 95                      | Manuel Quinziato (ITA)  | AB             |
| 96                      | Greg Van Avermaet (BEL) | 32.º           |
| 97                      | Martin Elmiger (SUI)    | 100.º          |
| 98                      | Danilo Wyss (SUI)       | 51.º           |
| Diretores desportivos : |                         |                |

| FDJ                     | FDJ                       | FDJ   |
| ----------------------- | ------------------------- | ----- |
| Num                     | Corredor                  | Pos   |
| 101                     | Arnaud Démare (FRA)       | 2.º   |
| 102                     | Jacopo Guarnieri (ITA)    | 62.º  |
| 103                     | Ignatas Konovalovas (LTU) | 122.º |
| 104                     | Olivier Le Gac (FRA)      | 119.º |
| 105                     | Matthieu Ladagnous (FRA)  | 72.º  |
| 106                     | Marc Sarreau (FRA)        | 115.º |
| 107                     | Benoît Vaugrenard (FRA)   | 117.º |
| 108                     | Léo Vincent (FRA)         | AB    |
| Diretores desportivos : |                           |       |

| Quick-Step Floors       | Quick-Step Floors         | Quick-Step Floors |
| ----------------------- | ------------------------- | ----------------- |
| Num                     | Corredor                  | Pos               |
| 111                     | Jack Bauer (NZL)          | 59.º              |
| 112                     | Dries Devenyns (BEL)      | 46.º              |
| 113                     | Rémi Cavagna (FRA)        | 45.º              |
| 114                     | Marcel Kittel (GER)       | AB                |
| 115                     | Iljo Keisse (BEL)         | 133.º             |
| 116                     | Maximiliano Richeze (ARG) | 6.º               |
| 117                     | Fabio Sabatini (ITA)      | 134.º             |
| 118                     | Petr Vakoč (CZE)          | 70.º              |
| Diretores desportivos : |                           |                   |

| Team Sky SKY            | Team Sky SKY            | Team Sky SKY |
| ----------------------- | ----------------------- | ------------ |
| Num                     | Corredor                | Pos          |
| 121                     | Ian Boswell (USA)       | 140.º        |
| 122                     | Jonathan Dibben (GBR)   | 155.º        |
| 123                     | Michał Gołtemś (POL)    | 154.º        |
| 124                     | Owain Doull (GBR)       | 50.º         |
| 125                     | Sebastián Henao (COL)   | 108.º        |
| 126                     | Danny van Poppel (NED)  | 44.º         |
| 127                     | Elia Viviani (ITA)      | 1.º          |
| 128                     | Łukasz Wiśniowski (POL) | 102.º        |
| Diretores desportivos : |                         |              |

| Astana Pro Team AST     | Astana Pro Team AST       | Astana Pro Team AST |
| ----------------------- | ------------------------- | ------------------- |
| Num                     | Corredor                  | Pos                 |
| 131                     | Zhandos Bizhigitov (KAZ)  | 61.º                |
| 132                     | Oscar Gatto (ITA)         | 89.º                |
| 133                     | Andriy Grivko (UKR)       | 55.º                |
| 134                     | Truls Engen Korsæth (NOR) | 63.º                |
| 135                     | Riccardo Minali (ITA)     | 145.º               |
| 136                     | Moreno Moser (ITA)        | 147.º               |
| 137                     | Ruslan Tleubayev (KAZ)    | 18.º                |
| 138                     | Matti Breschel (DEN)      | 31.º                |
| Diretores desportivos : |                           |                     |

| Dimension Data DDD      | Dimension Data DDD          | Dimension Data DDD |
| ----------------------- | --------------------------- | ------------------ |
| Num                     | Corredor                    | Pos                |
| 141                     | Reinardt J.v Rensburg (RSA) | 19.º               |
| 142                     | Edvald Boasson Hagen (NOR)  | 29.º               |
| 143                     | Bernhard Eisel (AUT)        | 123.º              |
| 144                     | Tyler Farrar (USA)          | 146.º              |
| 145                     | Ryan Gibbons (RSA)          | 91.º               |
| 146                     | Mark Renshaw (AUS)          | 69.º               |
| 147                     | Kristian Sbaragli (ITA)     | 23.º               |
| 148                     | Jay Robert Thomson (RSA)    | 156.º              |
| Diretores desportivos : |                             |                    |

| Lotto NL-Jumbo TLJ      | Lotto NL-Jumbo TLJ      | Lotto NL-Jumbo TLJ |
| ----------------------- | ----------------------- | ------------------ |
| Num                     | Corredor                | Pos                |
| 151                     | Enrico Battaglin (ITA)  | 67.º               |
| 152                     | Dylan Groenewegen (NED) | 3.º                |
| 153                     | Martijn Keizer (NED)    | 149.º              |
| 154                     | Jos van Emden (NED)     | 157.º              |
| 155                     | Paul Martens (GER)      | 83.º               |
| 156                     | Bram Tankink (NED)      | 66.º               |
| 157                     | Gijs Van Hoecke (BEL)   | 56.º               |
| 158                     | Maarten Wynants (BEL)   | 47.º               |
| Diretores desportivos : |                         |                    |

| Trek-Segafredo TFS      | Trek-Segafredo TFS    | Trek-Segafredo TFS |
| ----------------------- | --------------------- | ------------------ |
| Num                     | Corredor              | Pos                |
| 161                     | Eugenio Alafaci (ITA) | AB                 |
| 162                     | Fumiyuki Beppu (JPN)  | 142.º              |
| 163                     | Marco Coledan (ITA)   | 129.º              |
| 164                     | Mads Pedersen (DEN)   | 126.º              |
| 165                     | Grégory Rast (SUI)    | 84.º               |
| 166                     | Kiel Reijnen (USA)    | 95.º               |
| 167                     | Jasper Stuyven (BEL)  | 7.º                |
| 168                     | Boy van Poppel (NED)  | 80.º               |
| Diretores desportivos : |                       |                    |

| UAE Emirates UAD        | UAE Emirates UAD      | UAE Emirates UAD |
| ----------------------- | --------------------- | ---------------- |
| Num                     | Corredor              | Pos              |
| 171                     | Simone Consonni (ITA) | 17.º             |
| 172                     | Roberto Ferrari (ITA) | 16.º             |
| 173                     | Filippo Ganna (ITA)   | 116.º            |
| 174                     | Marko Kump (SLO)      | 8.º              |
| 175                     | Marco Marcato (ITA)   | 86.º             |
| 176                     | Ben Swift (GBR)       | 132.º            |
| 177                     | Oliviero Troia (ITA)  | 112.º            |
| 178                     | Diego Ulissi (ITA)    | 53.º             |
| Diretores desportivos : |                       |                  |

| CCC Sprandi Polkowice CCC | CCC Sprandi Polkowice CCC | CCC Sprandi Polkowice CCC |
| ------------------------- | ------------------------- | ------------------------- |
| Num                       | Corredor                  | Pos                       |
| 181                       | Kamil Meułecki (POL)      | 158.º                     |
| 182                       | Łukasz Owsian (POL)       | 58.º                      |
| 183                       | Jonas Koch (GER)          | 26.º                      |
| 184                       | Patryk Stosz (POL)        | 90.º                      |
| 185                       | Maciej Paterski (POL)     | 111.º                     |
| 186                       | Mateusz Taciak (POL)      | 96.º                      |
| 187                       | František Sisr (CZE)      | 152.º                     |
| 188                       | Jan Tratnik (SLO)         | 42.º                      |
| Diretores desportivos :   |                           |                           |

| Gazprom-RusVelo         | Gazprom-RusVelo         | Gazprom-RusVelo |
| ----------------------- | ----------------------- | --------------- |
| Num                     | Corredor                | Pos             |
| 191                     | Ivan Savitskiy (RUS)    | 106.º           |
| 192                     | Nikolay Trusov (RUS)    | 151.º           |
| 193                     | Artur Ershov (RUS)      | 137.º           |
| 194                     | Evgeny Shalunov (RUS)   | 127.º           |
| 195                     | Sergueï Lagoutine (RUS) | 141.º           |
| 196                     | Pavel Brutt (RUS)       | 30.º            |
| 197                     | Alexey Tsatevitch (RUS) | 135.º           |
| 198                     | Igor Boev (RUS)         | 105.º           |
| Diretores desportivos : |                         |                 |

| Cofidis                 | Cofidis                  | Cofidis |
| ----------------------- | ------------------------ | ------- |
| Num                     | Corredor                 | Pos     |
| 201                     | Nacer Bouhanni (FRA)     | 9.º     |
| 202                     | Loïc Chetout (FRA)       | AB      |
| 203                     | Dorian Godon (FRA)       | 93.º    |
| 204                     | Hugo Hofstetter (FRA)    | 114.º   |
| 205                     | Christophe Laporte (FRA) | 25.º    |
| 206                     | Cyril Lemoine (FRA)      | 118.º   |
| 207                     | Florian Sénéchal (FRA)   | 150.º   |
| 208                     | Geoffrey Soupe (FRA)     | NP      |
| Diretores desportivos : |                          |         |